# 木鼓
木鼓是一種分佈於東南亞大陸（中國、緬甸）、太平洋群島、非洲、美洲的敲擊樂器。大都是以經切割成段狀的樹幹所製成，基本模式為將樹幹中間部份採空，成為一個可產生共鳴的音箱。木鼓一般为横式，但太平洋群島一些立式木鼓也常被理解爲同一概念。

## 全東亞
木魚和梆子結構上均符合木鼓的要求但很少被歸類於此。

## 佤族木鼓
佤族木鼓（IPA: /krɔ̤k/）分公母，在過去與活人獻祭相關，是「敲木鼓祭山神（Mōuig，IPA: /mo̤c/）、砍人头祭木鼓」的木鼓禮的一部分。因此木鼓在緬甸境內被緬共強行取締，衹保留下賽瑪禮的新米節（vō Hngoux Kraox）習俗。中國則由於1953年推動社會主義改造時候，佤族頭人被中共統戰而主動廢除猎头祭穀（卽「叫穀魂」）、砍人头祭木鼓（如「拉木鼓」中所進行）舊習，成功將拉木鼓等木鼓文化與新米節（vō Gaing Hngoux）同時從活人獻祭舊習中剝離出來（改爲剽牛）並作爲一種半宗敎半表演藝術形式保留至今。

## 南岛木鼓

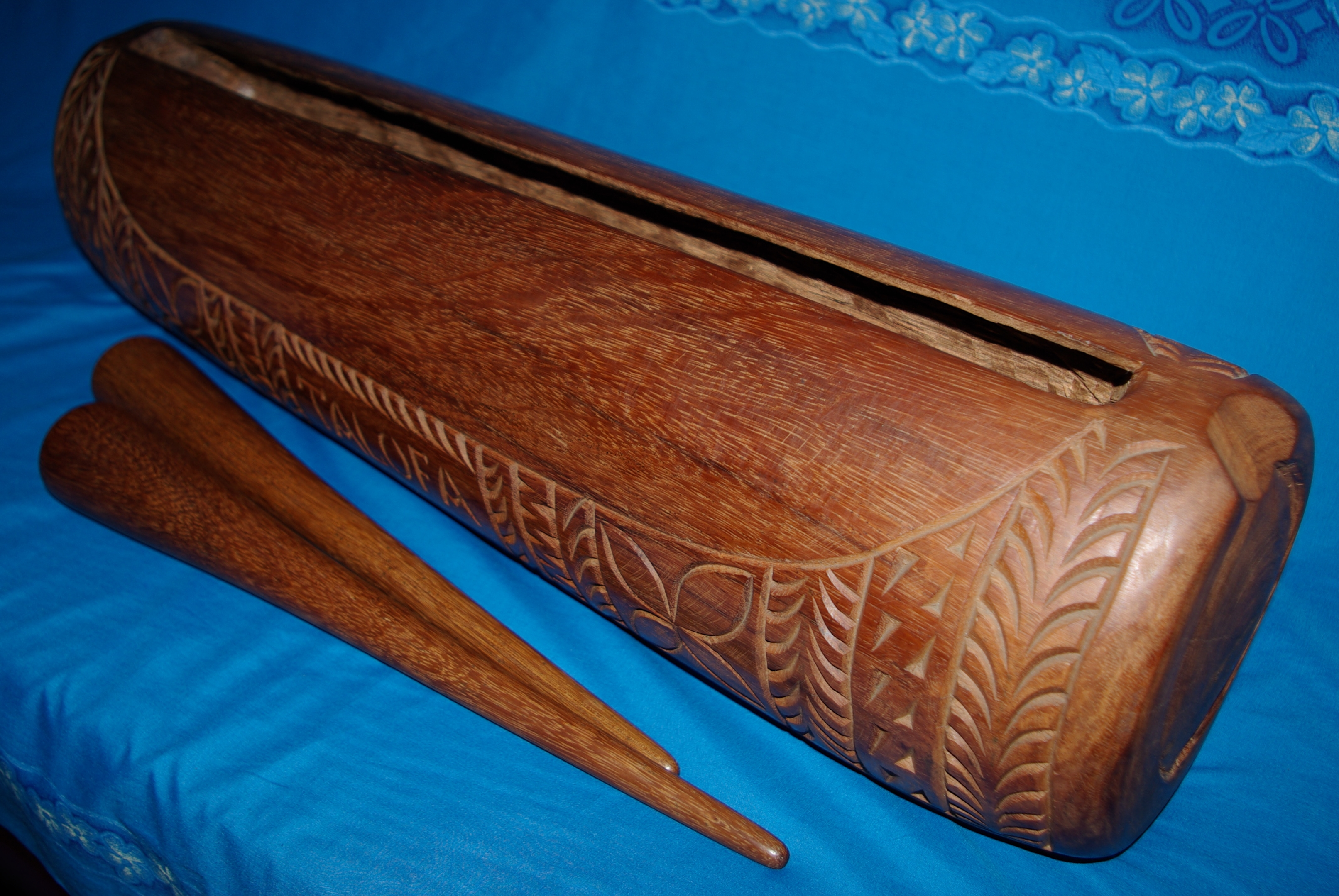
萨摩亚木鼓

菲律賓和薩摩亞均有木鼓樂器。薩摩亞的稱爲「pātē」（巴逮），菲律宾的叫“kagul”、“tagutok”、“bantula”（盘嘟啦）、“tagungtung”或“kuratung”。

### 类似乐器
一些南岛民族有着类似乐器传承，不过演奏方式差异较大，在英文中与各种木鼓统称为雨伞术语“slit drum”。

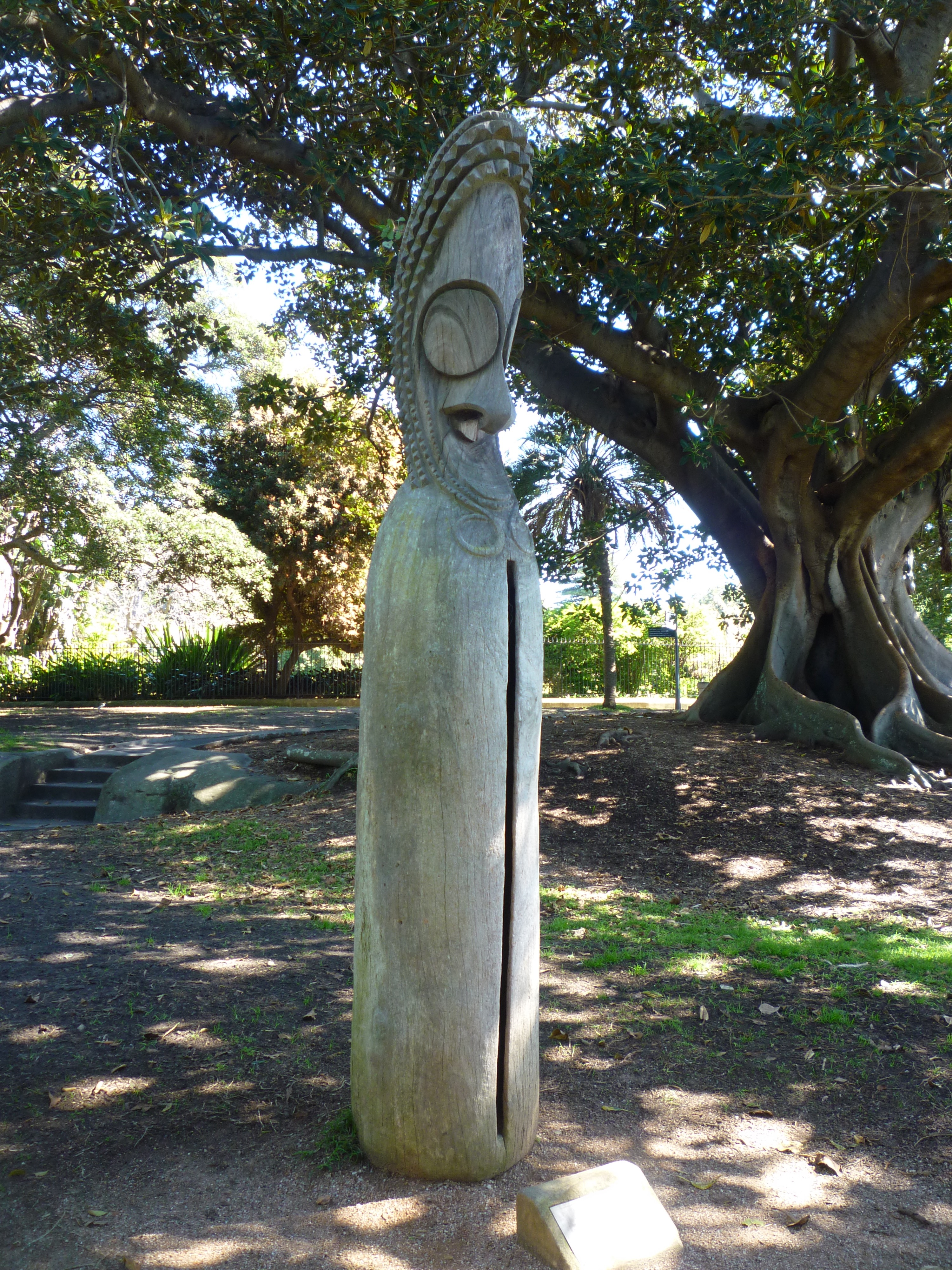
一尊典型的阿叮叮杆，被掳至悉尼放在公园中。

这其中最出名属瓦努阿图的阿叮叮杆（nanaru Atingting）。